# چهار دیوانه
چهار دیوانه (به هندی: Krazzy 4) فیلمی محصول سال ۲۰۰۸ و به کارگردانی جادیپ سن است. در این فیلم بازیگرانی همچون جوهی چاولا، آرشاد وارسی، عرفان خان، راجپال یاداو، سورش منون، دیا میرزا، راجات کاپور ایفای نقش کرده‌اند.